# Нюрнберг
Нюрнберг (на немски: Nürnberg) е град в Югоизточна Германия, провинция Бавария. Нюрнберг е известен със своите красиви сгради и с музея на играчките.

## География
Разположен е на река Пагниц и на канала Рейн-Майн-Дунав във Франконската койпер-лиасова равнина.
Населението му е около 505 664 души (2010). Площта му е 186,38 km², а гъстотата на населението – 2713 души/km².

## История
От 1050 г. до 1571 г. Нюрнберг е важен център на Свещената Римска империя, тъй като там заседават Райхстагът и Имперският съд. През 1219 е обявен за свободен имперски град от император Фридрих II. Заедно с Аугсбург, Нюрнберг се превръща в основен търговски център на пътя от Италия към Северна Европа.
През 15. и 16 век Нюрнберг става едно от средищата на германския Ренесанс. През 1525 г. приема Реформацията, а през 1532 там се сключва Нюрнбергският мир, с който лутераните получават значителни отстъпки.
По времето на Албрехт V част от мюнхенските протестанти се преместват в Нюрнберг, където могат да упражняват свободно вярата си.
През 1632 г., по време на Тридесетгодишната война, Густав II е обсаден в Нюрнберг от Валенщайн. След войната градът запада и възстановява значението си едва през 19 век, когато се превръща в индустриален център. През 1806 г. Нюрнберг е присъединен към Бавария, а през 1835 г. първата железопътна линия в Германия свързва града с близкия град Фюрт.
През 1825 г. населението на Нюрнберг е 33 хил. жители.
Поради значението му в Свещената Римска империя Нюрнберг е избран от Националсоциалистическата германска работническа партия за място на големи партийни митинги, събрания, конгреси. След идването на власт на Адолф Хитлер градът се превръща в национално светилище за националсоциалистите, които изграждат там множество представителни сгради.
По време на Втората световна война в Нюрнберг се произвеждат близо половината немски двигатели за самолети, подводници и танкове. В резултат на това градът е силно разрушен от британските и американски бомбардировки. В края на войната той е превзет от американците след тежки улични боеве. След войната градът е построен наново, като много стари сгради са реставрирани в предишния си вид.
След края на войната в Нюрнберг се провеждат известните Нюрнбергски процеси срещу висши функционери на Националсоциалистическата партия, обвинени във военни престъпления и престъпления срещу човечеството.

## Галерия
- Нюрнберг - Nürnberg
- Нюрнберг, 1945 г.
- Нюрнбергската катедрала „Фрауенкирхе“